# Gruey-lès-Surance
Gruey-lès-Surance là một xã, nằm ở tỉnh Vosges trong vùng Grand Est của Pháp. Xã này có diện tích 27,1 km², dân số năm 1999 là 226 người. Xã này nằm ở khu vực có độ cao trung bình 422 m trên mực nước biển.

## Biến động dân số
| 1962                                         | 1968 | 1975 | 1982 | 1990 | 1999 |
| -------------------------------------------- | ---- | ---- | ---- | ---- | ---- |
| 425                                          | 450  | 384  | 339  | 302  | 226  |
| Số liệu từ năm 1962: Dân số không tính trùng |      |      |      |      |      |